# Vân Lĩnh
Vân Lĩnh là một xã thuộc huyện Thanh Ba, tỉnh Phú Thọ, Việt Nam.
Được thành lập trên cơ sở một phần của xã Thanh Vân cũ, vào lúc thành lập năm 2009, xã Vân Lĩnh có diện tích 8,52 km², dân số gần 2906 người, mật độ dân số đạt 325 người/km².